# کراس (ویرجینیای غربی)
کراس (به انگلیسی: Cross) یک منطقهٔ مسکونی در ایالات متحده آمریکا است که در شهرستان مینرال، ویرجینیای غربی واقع شده‌است.